# Strauss Innovation

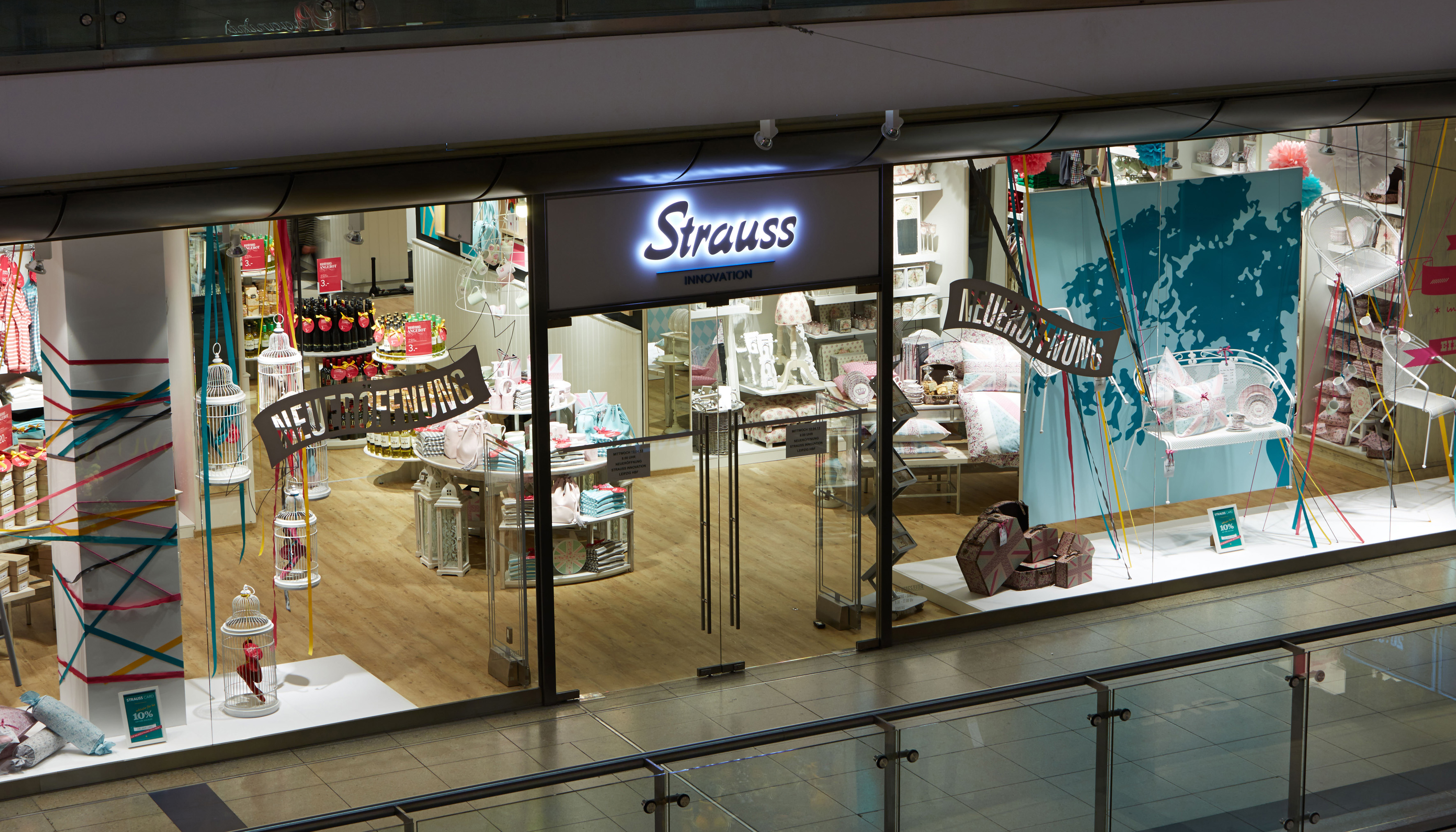
Filiale Leipzig

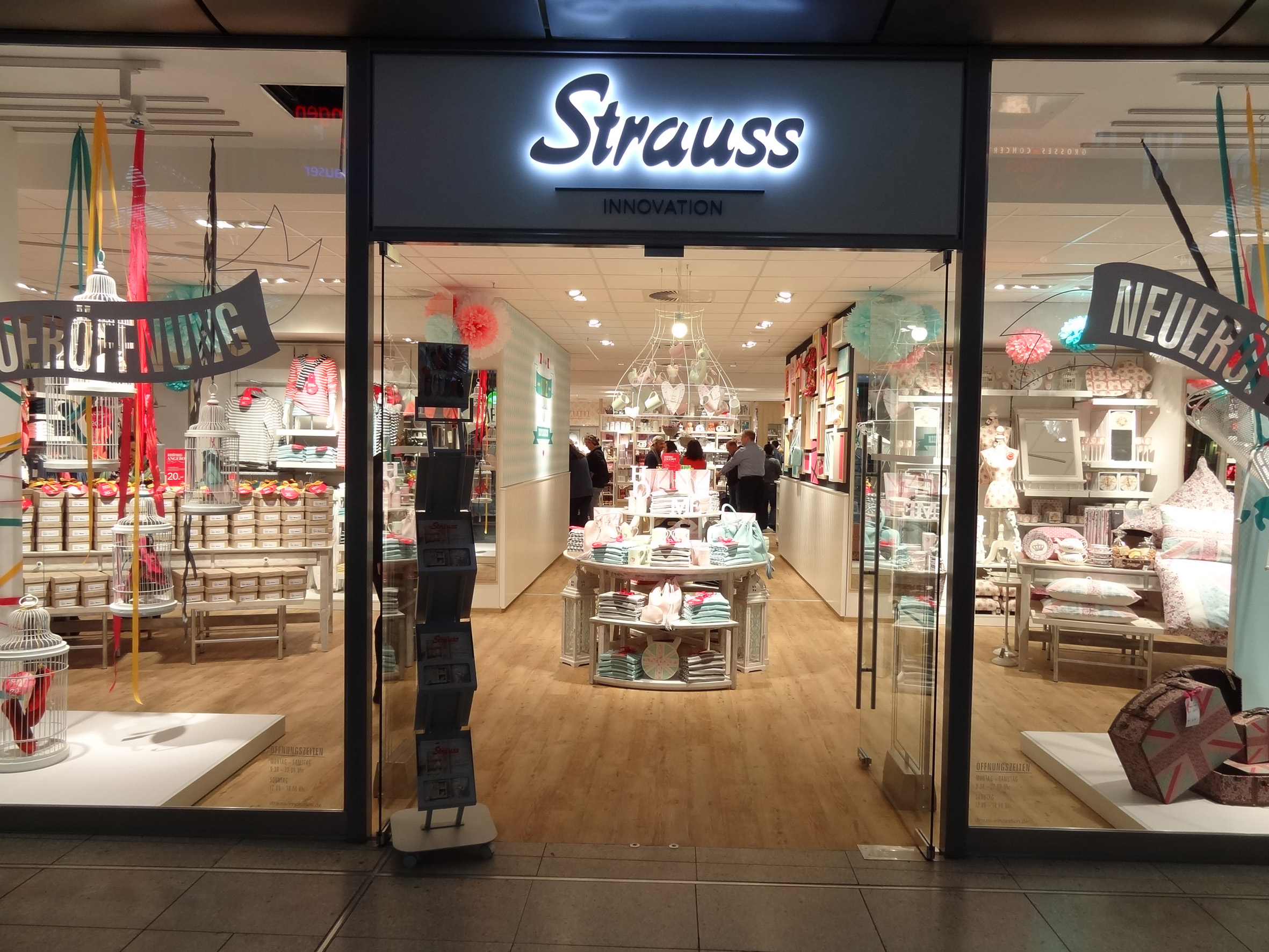
Filiale Leipzig

Strauss Innovation GmbH mit Sitz in Langenfeld bei Düsseldorf war eine deutsche Warenhauskette. 2012 hatte das Unternehmen bundesweit 78 Filialen, davon etwa 40 in Nordrhein-Westfalen.

## Geschichte
1902 eröffneten die Eheleute Heinrich und Maria Strauss in der Düsseldorfer Altstadt ein Geschäft für Kurz-, Weiß- und Wollwaren, das die Eigentümer selbst führten. Bis 1989 führte die Gründerfamilie das Unternehmen Strauss noch als Familienbetrieb. Das Filialnetz war zu jener Zeit noch regional im Wesentlichen auf Nordrhein-Westfalen beschränkt.

### Bundesweite Expansion ab 1992
Das Unternehmen wurde 1989 an den Mitarbeiter Peter Geringhoff verkauft. Danach wurde das Filialnetz bundesweit stark ausgeweitet. Der Hauptsitz wurde von Düsseldorf nach Langenfeld verlegt. 1992 wurde die erste Filiale in Berlin eröffnet. 2002 feierte Strauss 100-jähriges Firmenjubiläum. Das Gründungsjahr war bei vielen Filialen auch am Schriftzug „Strauss 1902“ zu erkennen. Zu diesem Zeitpunkt wurden auch Filialen im norddeutschen Raum und im Raum Frankfurt eröffnet, in denen Strauss zuvor nicht vertreten war.
Zur Zeit der größten wirtschaftlichen Expansion von Strauss Innovation durch Peter Geringhoff hatte das Unternehmen über 2.000 Mitarbeiter und erzielte einen Umsatz von 280 Mio. Euro.
Peter Geringhoff übergab das Unternehmen 2004 an seinen Sohn Peter. 2005 hatte das Unternehmen 2.005 Mitarbeiter und einen Umsatz von 260 Mio. Euro. 2006 wurde in Wolfsburg die 100. Filiale eröffnet. Durch die imitierende Konkurrenz von Aldi und Lidl, die auch wöchentlich neue Aktionsware anboten, und das große ständige verfügbare Warenangebot des Versandhändlers Amazon verschlechterte sich die wirtschaftliche Situation des Unternehmens allmählich.
2008 übernahm der Finanzinvestor EQT das Unternehmen. Dieser rettete das Unternehmen aus einem finanziellen Engpass, schloss 15 Filialen und baute 430 Stellen ab.
Am 9. Dezember 2011 gab EQT bekannt, Strauss Innovation an den Finanzinvestor Sun Capital Partners veräußert zu haben.

### Insolvenz
Am 30. Januar 2014 stellte das Unternehmen aufgrund drohender Zahlungsunfähigkeit einen Antrag auf die Eröffnung des Insolvenzverfahrens als Schutzschirmverfahren gemäß § 270b InsO. Am 30. März 2014 eröffnete das Amtsgericht Düsseldorf ein Insolvenzverfahren in Eigenverwaltung für die Handelskette. Im Rahmen des Sanierungskonzeptes wurden 19 der 96 unprofitablen Filialen geschlossen und fast 300 der insgesamt rund 1.400 Mitarbeiter entlassen. Am 15. August 2014 beschloss der Gläubigerausschuss den Verkauf an die Beteiligungsgesellschaft Mühleck Family Office, nachdem die Beteiligungsgesellschaft dem Gläubigerausschuss ein „überzeugendes Konzept“ vorgelegt hatte. Am 4. November 2014 stimmte die Gläubigerversammlung schließlich dem Insolvenzplan der Strauss Innovation GmbH & Co. KG zu. Am 12. Dezember 2014 wurde der Verkauf an das Mühleck Family Office rechtskräftig vollzogen.
Am 19. Juni 2015 meldete Strauss Innovation mit 77 Filialen und 1.100 Mitarbeitern am Amtsgericht Düsseldorf wegen Zahlungsunfähigkeit erneut Insolvenz an. Als vorläufigen Insolvenzverwalter bestellte das Gericht den Düsseldorfer Rechtsanwalt Horst Piepenburg.
Nach der neuerlichen Insolvenz übernahm die Deutsche Mittelstandsholding im Herbst 2015 als neuer Investor einen Großteil des Unternehmens, darunter 55 Filialen. Das Unternehmen firmierte seitdem als Strauss Innovation GmbH. Die vormals in der Strauss Logistik GmbH durchgeführte Logistik wurde Anfang 2016 an den Dienstleister Meyer & Meyer ausgelagert. Der Unternehmenssanierer Andreas Pulver war ab September 2016 Geschäftsführer.
Am 22. September 2016 stellte Strauss Innovation erneut einen Insolvenzantrag. Das zuständige Amtsgericht bestellte den Düsseldorfer Rechtsanwalt Dirk Andres zum vorläufigen Insolvenzverwalter.
Am 2. Dezember 2016 erklärte der Insolvenzverwalter die Suche nach einem neuen Investor für gescheitert. Die rund 670 Mitarbeiter des Unternehmens in der Verwaltung und in den 57 Filialen verloren ihren Arbeitsplatz. Sämtliche Filialen wurden bis Mitte März 2017 geschlossen. Der im Oktober 2010 gestartete Onlineshop wurde ebenfalls geschlossen.